# Иодат рубидия
Иодат рубидия — неорганическое соединение, 
соль щелочного металла рубидия и иодноватой кислоты 
с формулой RbIO3, 
бесцветные кристаллы, 
растворяется в воде.

## Получение
- Обменная реакция в растворах гидроксида рубидия или иодата натрия:

{\displaystyle {\mathsf {RbOH+NaIO_{3}\ {\xrightarrow {}}\ RbIO_{3}+NaOH}}}

## Физические свойства
Иодат рубидия образует бесцветные кристаллы нескольких модификаций:
- моноклинная сингония, пространственная группа P 21/m, параметры ячейки a = 0,906 нм, b = 0,906 нм, c = 0,906 нм, β = 90°, Z = 8, структура типа титаната кальция;
- кубическая сингония, пространственная группа P m3m, параметры ячейки a = 0,453 нм, Z = 1, структура типа титаната кальция;
- тригональная сингония, пространственная группа R 3m, параметры ячейки a = 0,45377 нм, α = 89,71°, Z = 1;[1].

Растворяется в воде.
Образует кислую соль состава RbIO3•2HIO3.